# Chilodes
Chilodes is een geslacht van nachtvlinders uit de familie Noctuidae.
De wetenschappelijke naam Chilodes verwijst naar het geslacht Chilo (Crambidae), waarmee gelijkenis bestaat.

## Soorten
- Chilodes distracta (Eversmann, 1848)
- Chilodes dubiosa (Draudt, 1950)
- Chilodes maritima (Tauscher, 1806) - Smalvleugelrietboorder
- Chilodes nigrosignata (Graeser, [1889])
- Chilodes pacifica Sugi, 1982